# Puzzle Bobble
Puzzle Bobble (яп. パズルボブル), также известная как Bust-a-Move, — видеоигра в жанре головоломки, разработанная и изданная японской компанией Taito для аркадных автоматов в 1994 году. Игра была портирвана на множество игровых платформ, включая Super Nintendo Entertainment System, Microsoft Windows, 3DO, Neo Geo CD и Sega Game Gear.
Представляет собой двухмерную игру-головоломку, в основе которой лежит механика группирования одинаковых элементов. Является спин-оффом серии Bubble Bobble.
Puzzle Bobble получила хорошие отзывы игровой прессы, была коммерчески успешной и дала начало одноимённой серии.

## Игровой процесс
Puzzle Bobble является двухмерной игрой-головоломкой, в основе которой лежит группирование вместе одинаковых элементов. Игровое поле представляет собой прямоугольный стакан, в верхней части которого находятся шары заранее выстроенные в определённой последовательности. В нижней части игрового поля находится игровые персонажи и «прицел», с помощью которого игрок выбирает траекторию, а затем выстреливает шаром согласно выбранному направлению. Цвет шара игрока выбирается случайно, но при этом игра учитывает то какие шары находятся на поле и никогда не предложит игроку цвет шара, которого уже нет на поле. Целью игры является полная очистка поля от шаров.

## Разработка и выпуск
Автором Puzzle Bobble является Сэйити Накакуки, пришедший работать в Taito в возрасте 30-ти лет, а до этого работавший дизайнером автомобилей. Согласно самому Накакуки, игра родилась из идеи соединить бильярд и игру в марбл. По его словам, во время разработки у проекта не было никакого дизайн-документа или спецификаций. Вместо этого он просто обсуждал с программистами что делать дальше и как продолжать разработку. Самая первая рабочая версия игры называлась Billiades и в ней можно было только лишь катать шары под углом, а каких либо правил еще не было. После этого разработчики добавили механику три в ряд и Puzzle Bobble стала обретать свой облик. Новым рабочим названием игры стало Bubble Buster.
Игра была создана всего за полтора месяца. Тестовые игровые автоматы сначала приносили мало дохода и Накакуки был уверен, что игра не попадёт на рынок. Но несмотря на изначальные опасения, прибыль с автоматов стала постепенно увеличиваться и игровой автомат с Puzzle Bobble на аркадной системе Taito Model B официально поступил в продажу в Японии 21 декабря 1994 года. В том же месяце игра появилась и в США на системе Neo-Geo MVS. Для американской аудитории название было изменено на Bust-a-Move.
Puzzle Bobble была портирована на многие домашние игровые приставки. 13 января 1995 года вышла верся для Super Nintendo Entertainment System в Японии, а в США под названием Bust-a-Move в марте того же года. В Европе игра для SNES тоже вышла в 1995 году, где продавалась под названием Puzzle Bobble — Bust-A-Move. 27 апреля 1995 года в США и 2 мая того же года в Японии вышла версия для Neo Geo CD. 22 ноября 1995 года в продажу поступила версия для 3DO.
В 1996 году была выпущена версия для Sega Game Gear, которая не являлась портом уже существующего издания для других платформ, а представляла собой самостоятельную интерпретацию. В 1997 году вышла версия для Windows. Это издание основано на версии для SNES с улучшенным музыкальном сопровождении и добавленной сетевой функциональностью.
Компания Hamster Corporation выпустила Puzzle Bobble для Xbox One и Nintendo Switch в рамках серии Arcade Archives в 2018 году, а для PlayStation 4 в 2020 году.

## Отзывы и популярность
| Иноязычные издания | Иноязычные издания |
| Издание            | Оценка             |
| ------------------ | ------------------ |
| AllGame            | (Аркадный автомат) |
| CVG                | (Windows)          |
| EGM                | (SNES) 39/50       |
| VideoGames         | (Game Gear) 8/10   |
| Video Chums        | (NS) 7/10          |
| Super Play         | (SNES) 85 %        |
| Total!             | (SNES) 95 %        |

В Японии в феврале 1995 года Согласно изданию Game Machine, в феврале 1995 года Puzzle Bobble была второй по популярности игрой на аркадных автоматах. По итогам года игра заняла второе место по доходности уступил только Virtua Fighter 2. В США издание RePlay назвала Puzzle Bobble четвёртой по популярности аркадной игрой за февраль 1995 года.
Энтони Бейз с сайта Allgame назвал Puzzle Bobble «клоном» Тетриса, но при этом пояснил, что это не негативная характеристика. В целон он дал игре положительный отзыв, а игру охарактеризовал как милую и затягивающую.
Версия для SNES получила хорошие отзывы. Журнал Electronic Gaming Monthly назвал Puzzle Bobble «невероятно захватывающей» и особенно высоко оценил её режим для двух игроков. Журнал при этом отметил, что игроку придется потрать некоторое время чтобы освоить механику рикошета. Тони Мотт из Super Play написал, что игра не настолько хороша как Тетрис и Puyo Puyo, но тем не менее увлекательна, особенно если играть в неё вдвоём. Восторженный отзыв Puzzle Bobble дал журнал Total!, назвав её «возможно величайшей головоломкой».
Алекс Хухтала из журнала Computer and Video Games назвал версию для Windows «идеальной для офисных работников, которые хотят убить час в обеденный перерыв». Обозреватель VideoGames — The Ultimate Gaming Magazine написал положительную рецензию версии для Game Gear и рекоммендовал её всем владельцам платформы. Он отметил, что графика и музыка в этом издании хуже чем на других платформах, но они выполняют здесь исключительно утилитарную функцию.
Сайт Video Chums хорошо отозвался о переиздании для Nintendo Switch, хотя и отметил, что учитывая тот факт, что это самая первая часть в серии, геймлпей в ней самый примитивный и в нем отсутствуют многие элементы, которые игрок может ожидать после знакомства с более поздними играми Puzzle Bobble.
Журнал Edge в 2007 году поставил Puzzle Bobble на 73 место в списке 100 лучших игр, а журналист издания Ли Макмейхон написал, что игра «почти настолько же хороша, как Тетрис».